# Red Dead Revolver
 (mars 2018).
Si vous disposez d'ouvrages ou d'articles de référence ou si vous connaissez des sites web de qualité traitant du thème abordé ici, merci de compléter l'article en donnant les références utiles à sa vérifiabilité et en les liant à la section « Notes et références ».
Red Dead Revolver est un jeu vidéo d'action-aventure développé par Rockstar San Diego et édité par Rockstar Games sur PlayStation 2 et Xbox. Il est commercialisé le 3 mai 2004 en Amérique du Nord et le 11 juin en Europe.
Il s'agit du premier opus de la série de jeux vidéo Red Dead.

## Trame

### Synopsis
Le jeu débute alors que Red Harlow n'est qu'un enfant, lors de l'attaque de la ferme de ses parents par des bandits, Red et son père se battent vaillamment mais les bandits prennent le dessus et massacrent son père et sa mère. Red empoigne alors le revolver de son père posé sur un tas de braises brûlantes, le coup part mais la crosse du revolver chauffée à blanc laissera à jamais son empreinte dans sa main : l'empreinte du scorpion.
Red décide alors de devenir chasseur de primes, et se jure de venger la mort de ses parents.

### Personnages
Le protagoniste est Red Harlow, fils de Nate Harlow et Falling Star. Ses parents sont tués alors qu'il était encore enfant par le Colonel Daren, sous les ordres du général Diego, pour une histoire d'or. Le gouverneur Griffon est aussi de mèche.
Red devient chasseur de primes et commence son périple pour se venger. Il est aidé par Jack Swift, un habile maniaque des revolvers, Annie Stoakes, qui possède un ranch brûlé par le gouverneur Griffon, Shadow Wolf, le cousin natif de Red, et un soldat afro-américain appelé Buffalo.
Red est amené à tuer le général Diego qui tente d'avoir une grande influence, ainsi que le gouverneur Griffon et d'autres bandes organisées. Il est également emprisonné au cours de son périple.
Red combats d'autres personnages: Le gang Ugly, Bad Bessie, Pig Josh, Bad Bessie, Mr. Black, Colonel Daren, Général (Javier) Diego, Mr Kelley, et le gouverneur Griffon.
Red Harlow, inclus Annie Stoakes, Buffalo, Jack Swift, Mr Kelley, Pig Josh, Shadow Wolf, et Ugly Chris, apparaissent comme personnages multijoueur dans le contenu téléchargeable « Légendes et Tueurs » de Red Dead Redemption.

### Lieux
Brimstone est une ville fictive que le joueur est amené à visiter plusieurs fois dans le jeu. Les décors sont les mêmes qu'une ville d'un western classique, le jeu voulant reproduire l'ambiance de ce genre de films.
On peut y trouver un saloon, un barbier, un hôtel, une gare, une épicerie ou encore une banque. Certains hors-la-loi viennent à Brimstone durant le jeu, et le héros principal, Red Harlow, devra les défier au cours d'un duel.
Le shérif de la ville lui-même demande aussi à Red de repousser plusieurs bandes organisées qui traînent autour de la ville.

## Système de jeu
Le joueur incarne (entre autres) Red Harlow, un cow-boy chasseur de primes. Le jeu est vu à la troisième personne de style arcade, et le joueur peut sauter, se cacher derrière des éléments du décor et utiliser trois types d'armes : les revolvers (dont le double revolver), les fusils (carabines ou fusils de chasse) et les armes de jet (couteaux, dynamite, cocktail Molotov et fiole d'acide).

## Musique
L'un des points forts du jeu souvent cité par la presse est sa bande sonore, avec de très nombreuses musiques tirées de films du genre western spaghetti, tirant certaines d'entre elles de l'oubli et créant ainsi une atmosphère très particulière et très réussie. Parmi les morceaux les plus appréciés, le thème principal de Lo Chiamavano King de Luis Bacalov, celui de Nevada de Stelvio Cipriani ou encore l'ouverture de Il Pistolero dell'Ave Maria de Roberto Pregadio.

## Accueil
- Jeuxvideo.com : 15/20[1]

## Suite
Après le succès de Red Dead Revolver (1,5 million de copies vendues et de bonnes critiques de la presse), Rockstar San Diego prolonge l'expérience dans le genre du western avec la sortie en 2010 de Red Dead Redemption, un titre comprenant une nouvelle intrigue et de nouveaux protagonistes. Puis Red Dead Redemption 2, une préquelle du premier Red Dead Redemption, sort en 2018.